# Columbia County, Florida
 Columbia County är ett county i nordligaste delen av delstaten Florida. Den administrativa huvudorten (county seat) är Lake City och ligger cirka 160 km öster om delstatens huvudstad Tallahassee och cirka 50 km söder om gränsen till delstaten Georgia. Countyt har fått sitt namn efter Christopher Columbus.

## Geografi
Enligt United States Census Bureau har countyt en total area på 2 075 km². 2 064 km² av den arean är land och 10 km² är vatten.

### Angränsande countyn
- Echols County, Georgia - nord
- Clinch County, Georgia - nordöst
- Baker County - öst
- Union County - sydöst
- Alachua County - syd
- Gilchrist County - sydväst
- Suwannee County - väst
- Hamilton County - nordväst

### Större städer och samhällen
- Lake City, med cirka 10 700 invånare
- Watertown